# 根津千治
根津 千治（ねず せんじ、1877年9月 - ?）は日本の数学者、大学講師。雑誌「數學研究」「數學倶樂部」の刊行などを行った。明治大学講師理学士。また、中央大学、錦城中学校教授。

## 経歴
新潟県の平民に生まれ、1898年に第一高等学校第二部理科を卒業した。第一高等学校では、水泳部だった。1901年、東京帝国大学理科大学数学科を卒業し、東京帝国大学大学院で理学士として代数学を専攻した。一学年上に刈屋他人次郎がいた。
1902年頃、京都帝国大学で、理工大学の講師を嘱託された。1908年頃、教員免許を獲得。1911年、（同級生であった）福原統五郎の記念で、有志の理学士を代表し理科大学にクリストッフェルの論文を2冊送った。

## 主な著作
- 『初等幾何学の定理及問題』参文舎、1906年。NDLJP:828708。
- 『広初等代数学』山海堂、1907年。上;NDLJP:827950、下;NDLJP:827951。
- Puckle, George Hale 著、根津千治、林茂増、武田益夫 訳『解析幾何學』山海堂、1907年。
- 『統合主義算術自修講義』博文館、1910年。NDLJP:826923。
- 田所洋次郎 著、根津千治 閲『参考算術書 訂2版』山海堂、1910年。NDLJP:826784。
- 『三角法教科書』山海堂、1910年。NDLJP:828648。
- 『幾何学講義案』根津千治、1910年。NDLJP:828494。
- 三上義夫 共著『微分積分学初歩』帝国数学会、1911年。NDLJP:829006。
- 『微分学 : 高等数学講義』博文館、1911年。NDLJP:828994。
- 橘仁三郎 共著『中等算術解法講義 上』高岡書店、1912年。NDLJP:827566。
- 藤森良蔵 共著『中等算術解法講義』高岡書店、1912年。中;NDLJP:914070、下;NDLJP:914071。
- 中島秀次郎 共著『平面幾何學解法講義』高岡書店、1913年。
- 『積分学 : 高等数学講義』博文館、1913年。NDLJP:933786。
- 秋山武太郎 共著『代數乃研究』高岡書店、1913年。
- 『算術問題集』高岡書店、1913年。NDLJP:912150。
- 東利作 共著『中学生参考用因数分解法並其応用』共同出版社、1915年。NDLJP:986053。
- 『新撰幾何問題集』尚文堂、1915年。NDLJP:986044。
- 藤森良蔵 共著『代数学解法講義』高岡書店、1915年。NDLJP:949030。
- 『代数学講義案』尚文堂、1917年。NDLJP:986101。
- 『新式算術精講』日進堂、1918年。NDLJP:986118。
- 『新式代数学精講』日進堂、1918年。NDLJP:986119。
- 『新式幾何学精講』日進堂、1918年。NDLJP:986120。
- 北川喜祐 共著『中等学校入学試験算術問題の解き方』博文館、1920年。NDLJP:986159。
- 『解析幾何学講話』高岡書店、1921年。NDLJP:949110。
- 『微分積分の講義』高岡書店、1923年。NDLJP:949120。
- 『微分積分学講話』高岡書店、1923年。NDLJP:986394。
- 『初めて学ぶ人の代数学』先進堂、1923年。NDLJP:925746。
- 『初めて学ぶ人の幾何学』先進堂]。上（1924）NDLJP:921988、下（1928）NDLJP:1036275。
- 庄野小八郎 共著『立體幾何學解法講義』高岡書店、1925年。
- 斎川吾朗 共著『用器画の講義と其原理』文理書院、1926年。NDLJP:942924。
- 『数学要項』高岡書店、1927年。NDLJP:1108054。
- 『むつかしい幾何学問題の解義 下巻』先進堂、1928年。NDLJP:1036275。
- 『覚え易い算術の講義』荻原星文館、1935年。NDLJP:1274757。
- 『分り易い幾何学の自習テキスト』自立社、1936年。NDLJP:1268706。